# Власов, Михаил Константинович

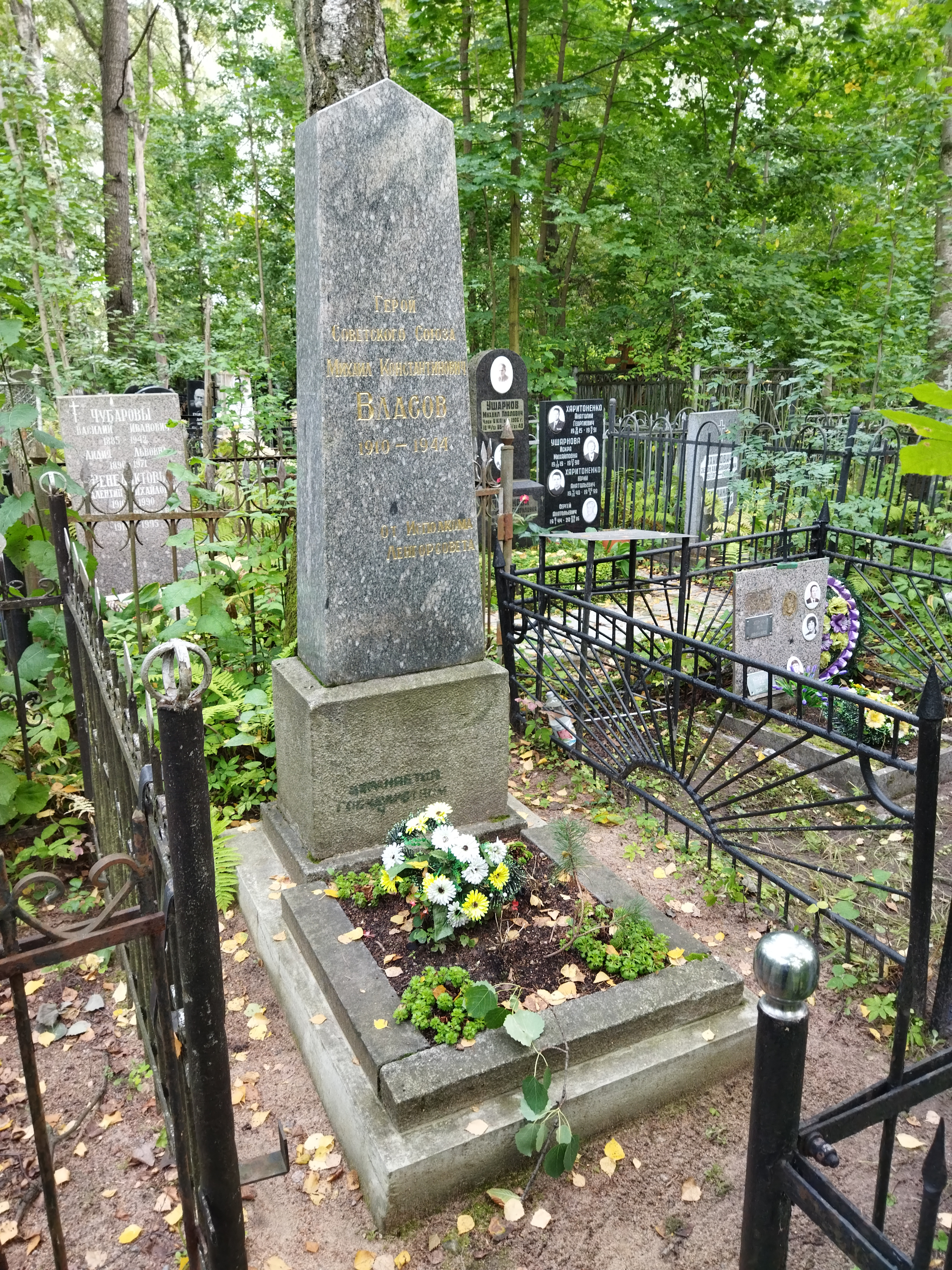
Могила М. К. Власова на Большеохтинском кладбище

Михаил Константинович Власов (1910—1944) — капитан Рабоче-крестьянской Красной армии, участник советско-финской и Великой Отечественной войн, Герой Советского Союза (1944).

## Биография
Михаил Власов родился 24 октября 1910 года в деревне Ярыгино в семье крестьянина. Окончил среднюю школу № 1 в Вологде, затем Ленинградский финансово-экономический институт, после чего работал в Вологде. В 1933 году был призван на службу в Рабоче-крестьянскую Красную Армию. Демобилизовавшись, Власов работал начальником планового отдела рабочего кооператива, затем директором городского торга Вологды. В ноябре 1939 года он повторно был призван в армию, участвовал в советско-финской войне, после её окончания он был демобилизован. В начале Великой Отечественной войны он добровольно ушёл на фронт. Воевал под Ленинградом, командовал сначала взводом, затем батареей противотанковых орудий. К июню 1944 года капитан Михаил Власов был заместителем 370-го отдельного истребительно-противотанкового дивизиона по политчасти 286-й стрелковой дивизии 21-й армии Ленинградского фронта. Отличился во время Выборгской операции.
26 июня 1944 года в ходе отражения вражеской контратаки в районе станции Тали, заменив собой получившего ранение командира орудия, лично вёл огонь по наступающим, подбив танк. Погиб в этом бою. 
Первоначально был похоронен у станции Кямяря, Позднее перезахоронен на Большеохтинском кладбище Ленинграда.
Указом Президиума Верховного Совета СССР от 21 июля 1944 года за «образцовое выполнение боевых заданий командования на фронте борьбы с немецкими захватчиками и проявленные при этом мужество и героизм» капитан Михаил Власов посмертно был удостоен высокого звания Героя Советского Союза. Также был награждён орденами Ленина, Отечественной войны 1-й степени и Красной Звезды.